# Doba ledová 3: Úsvit dinosaurů
Doba ledová 3: Úsvit dinosaurů (v anglickém originále Ice Age: Dawn of the Dinosaurs) je americká animovaná komedie (počítačová animace), navazující na předcházející snímky Doba ledová a Doba ledová 2: Obleva. Přes smíšené kritiky celosvětově utržil 887 mil. USD a dostal se tak na druhé místo v žebříčku animovaných filmů s největšími tržbami. V České republice v roce 2009 utržil 98 mil. Kč, byl filmem s nejvyššími tržbami a druhým nejnavštěvovanějším.

## Děj
Ellie a Manny čekají svého prvního potomka a Manny je posedlý tím zařídit mu pohodlný a bezpečný život kvůli své předchozí zkušenosti s rodičovstvím, kdy lovci zabili jeho partnerku i dítě. Diego si myslí, že ztratil své predátorské tygří schopnosti, když není schopen chytit ani gazelu a rozhodne se od skupiny odejít. Sid žárlí na Ellie a Mannyho, a tak se ujme tří opuštěných vajec, které najde v ledové podzemní jeskyni. Manny mu říká, aby je vrátil, ale Sid trvá na svém, nechá si je a druhý den se z nich vyvinou mláďata tyrannosaura.
Ačkoli se Sid snaží malé tyrannosaury vychovat, nedaří se mu to a oni děsí všechny v okolí. Jejich skutečná tyrannosauří matka si pro ně brzy přijde a vezme je i se Sidem do podzemí. Když projdou okolo Diega, ten je pronásleduje. Manny, Ellie, Crash a Eddie je také následují a zjistí, že podzemní jeskyně, kde Sid našel vejce, vede do podzemního světa, kde žijí dinosauři - ti ovšem mají být už dávno vyhynutí. Zde je napadne ankylosaurus a později další dinosauři. Z problémů je zachrání bláznivý jednooký "lasičák" Buckminster, zkráceně Buck.
Buck v podzemí žije už dlouhou dobu, snaží se ulovit Rudlu, velkého albínského baryonyxe, kvůli kterému přišel o oko. Buck souhlasí, že dovede smečku k Sidovi. Ten se mezitím začlení do tyrannosauří rodiny. Jednou se od ní ale nechtěně oddělí a je napaden Rudlou a uvázne na kameni plovoucím na lávové řece.
Na cestě za Sidem je Ellie oddělena od smečky a navíc začíná rodit. Buck s Eddiem a Crashem tedy pokračují dál zachránit Sida a Manny s Diegem se vracejí za Ellie. Když se Manny dostane zpět k Ellie, ozve se jejich právě narozená dcera, kterou pojmenují Broskvička (podle kódového slova, které měla Ellie použít, když začne rodit). Buck, Eddie a Crash, letící na pteranodonovi, zachrání Sida z kamene těsně před tím, než spadne z lávového vodopádu. Všichni čtyři se pak vrátí k ostatním.
Když se chce smečka vrátit, zjistí, že východ blokuje Rudla, který na ně zaútočí. Zachrání je hlavně máma malých tyrannosaurů, která se náhle objeví a shodí Rudlu z útesu. Buck bez smyslu života, když je Rudla pryč, se rozhodne přidat se ke smečce a žít na povrchu, ale pak uslyší vzdálený řev, který mu prozradí, že je Rudla naživu, a tak se Buck rozhodne vrátit a zablokuje stezku do podzemí, aby se tam už nikdo z povrchu nemohl dostat. Manny a Ellie pak přivítají Broskvičku na povrchu a Diego se rozhodne také zůstat se smečkou, zatímco Buck zůstává tam, kde chce - v podzemí, kde bojuje s Rudlou.
Celý film také sleduje osudy veverky Scratt. Ten si náhodou najde partnerku - Scratte, se kterou bojuje o žalud. Nakonec spolu začnou žít a o žalud se přestanou zajímat. Jednou se Scratovi zasteskne po svobodném životě bez ženy a uvidí venku svůj žalud. Toho si všimne Scratte a začnou znovu bojovat a způsobí vulkanickou erupci, která vystřelí Scrata znovu na povrch, žalud pak ale spadne znovu do podzemí a otvor zamrzne. Scratt zůstane na povrchu bez žaludu i bez Scratte.

## Obsazení
| Ray Romano                      | Manny, mamut              |
| Queen Latifah                   | Ellie, mamutka            |
| Denis Leary                     | Diego, smilodon           |
| John Leguizamo                  | Sid, lenochod             |
| Josh Peck a Seann William Scott | Crash a Eddie, vačice     |
| Simon Pegg                      | Buck, lasice              |
| Chris Wedge                     | Scratt, fiktivní veverka  |
| Karen Disher                    | Scratte, fiktivní veverka |